# Tongda (köpinghuvudort i Kina, Heilongjiang Sheng, lat 47,17, long 125,63)
Tongda (kinesiska: 通达, 通达镇) är en köpinghuvudort i Kina. Den ligger i provinsen Heilongjiang, i den nordöstra delen av landet, omkring 180 kilometer nordväst om provinshuvudstaden Harbin. Antalet invånare är 29 835. Befolkningen består av 14 549 kvinnor och 15 286 män. Barn under 15 år utgör 11,0 %, vuxna 15-64 år 80 %, och äldre över 65 år 7,0 %.
Runt Tongda är det ganska tätbefolkat, med 124 invånare per kvadratkilometer. Tongda är det största samhället i trakten. Trakten runt Tongda består till största delen av jordbruksmark.
Genomsnittlig årsnederbörd är 857 millimeter. Den regnigaste månaden är juli, med i genomsnitt 268 mm nederbörd, och den torraste är januari, med 6 mm nederbörd.